# Jean-Luc Beylat
Jean-Luc Beylat est actuellement Président de Nokia Bell Labs France. (situé à Nozay près de Paris), après avoir été vice-président chargé des programmes de partenariats R&D stratégiques du groupe Alcatel-Lucent, groupe spécialisé dans le domaine des produits et services « télécoms », dont le chiffre d'affaires déclaré était de 14,4 milliards d'euros en 2012. 

## Fonctions
En 2016, Jean-Luc Beylat est aussi : 
- Président du Pôle de compétitivité Systematic Paris-Region ou « Pôle de compétitivité mondial Systematic Paris-Région », dont il a la charge du développement international et de la stratégie, avant d'en devenir président (le 15 juin 2011)[3] ;
- membre du Conseil d'administration de l’INRIA[3], de l’EPPS[3], de l'IRT SystemX[4] et d’ITEA[5] ;
- membre du comité exécutif de l’EIT KIC ICT Labs[3] ;
- membre du conseil d’administration du pôle de compétitivité Cap digital[5] ;
- membre (depuis février 2013) du Connect Advisory Forum (CAF) créé par la Commission européenne[3] ;
- membre du comité d'organisation et Président du Prix Jean Jerphagnon[6].

En mars 2019, il est élu à la présidence de l'Association Bernard Gregory.

## Biographie
Doté d'un doctorat de physique soutenu à l'université Pierre-et-Marie-Curie sur les lasers semi-conducteurs et leurs applications, il est embauché par Alcatel en 1984 où il travaille sur les lasers à semi-conducteurs (au centre de recherche Alcatel de Marcoussis ;
huit ans plus tard (en 1992), il est responsable du lancement des activités de transmission WDM (transmissions « multiplexées en longueur d'onde ») du groupe Alcatel et il pilote une équipe travaillant sur l’amplification optique ;

En 1996, il prend la tête du département systèmes et réseaux optiques au centre de recherches d'Alcatel et devient responsable au niveau mondial de la recherche d'Alcatel concernant les transmissions terrestre et sous-marine ;

En 2000, il devient directeur de programmes, puis vice-président des solutions réseaux du groupe d’activités Optique d’Alcatel.
Il est cocréateur du comité d’organisation du Prix Jean Jerphagnon (qu'il préside).